# تعظم الرباط الطولاني الخلفي

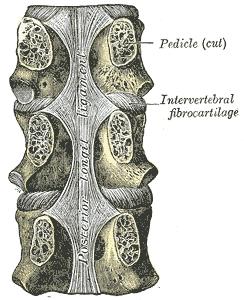
صورة الرباط الطولانى الخلفي في منطقة الصدر (يمتد رأسيًا في وسط العمود الفقري)

تعظم الرباط الطولاني الخلفي هو عملية من التليف والتكلس، والتعظم للرباط الطولاني الخلفي للعمود الفقري، والتي قد تشمل الغشاء الدوري للعمود الفقري.
اعتُبر سابقًا مرضًا فريدًا للأشخاص من أصول آسيوية، ولكن الآن يُعتبر مرضًا نادرًا في مجموعة متنوعة من المرضى الذين يعانون من الاعتلال النخاعي.

## الأسباب
تلعب العوامل الجينية والبيئية دورًا في نشوء المرض. يقول دكتور جيمس هونغ -وهو أستاذ في جامعة تورنتو ومتخصص في مشاكل الحبل الشوكي في الرقبة- إن الجلوس لفترات طويلة يساهم في الإصابة بتعظم الرباط الطولاني الخلفي. قد يرتبط تعظم الرباط الطولاني الخلفي أيضًا بفرط التعظم الهيكلي المنتشر مجهول السبب.

## التشخيص
يُشخص المرض بتصوير النخاع، ويشمل ذلك التصوير المقطعي المحوسب بعد تصوير النخاع، والذي يكون على الأرجح الدراسة التصويرية الأكثر فعالية للحصول على تشخيص دقيق.

## العلاج
العلاج يتضمن الخيارات التالية:
- إجراء جراحي لاستئصال الفقرات العنقية مع أو بدون إجراء إضافي لإيثاق الفقرات الخلفية
- إجراء جراحي لإزالة الضغط عن الفقرات العنقية وإيثاق الفقرات الأمامية
- إجراء جراحي لإزالة الضغط عن الفقرات العنقية الخلفية

يمكن اتخاذ قرارات العلاج بناء على نظام تصنيف طوره العالم الدكتور هيارباياشي وآخرون، مع إضافة نظام تصنيف نيريك لمشاكل الحبل الشوكي.

## المآل
معظم المرضى يعانون من أعراض خفيفة فقط. عادةً ما تستمر الأعراض لمدة تقارب 13 شهرًا. المرضى الذين لا يعانون من مشاكل في الحبل الشوكي عند أول تقديم، فقط 29% منهم سيعانون من مشاكل في الحبل الشوكي في سن الثلاثين.

## انتشار المرض
تتراوح أعمار المرضى الذين يعانون من تعظم الرباط الطولاني الخلفي بين 32 و81 عامًا (بمتوسط 53 عامًا)، مع تفوق الذكور،وتكون نسبة الانتشار أعلى في الأشخاص من أصول يابانية أو آسيوية (2-3.5%)، وأقل في المجموعات العرقية الأخرى (0.16%)، وقد يصل معدل الإصابة بين مرضى الفصام في اليابان إلى 20%.